# Kuchnia kalifornijska
Kuchnia kalifornijska – kuchnia regionalna, charakterystyczna dla mieszkańców Kalifornii w Stanach Zjednoczonych. Częściowo zaliczana jest do nouvelle cuisine i kuchni fusion.

## Charakterystyka

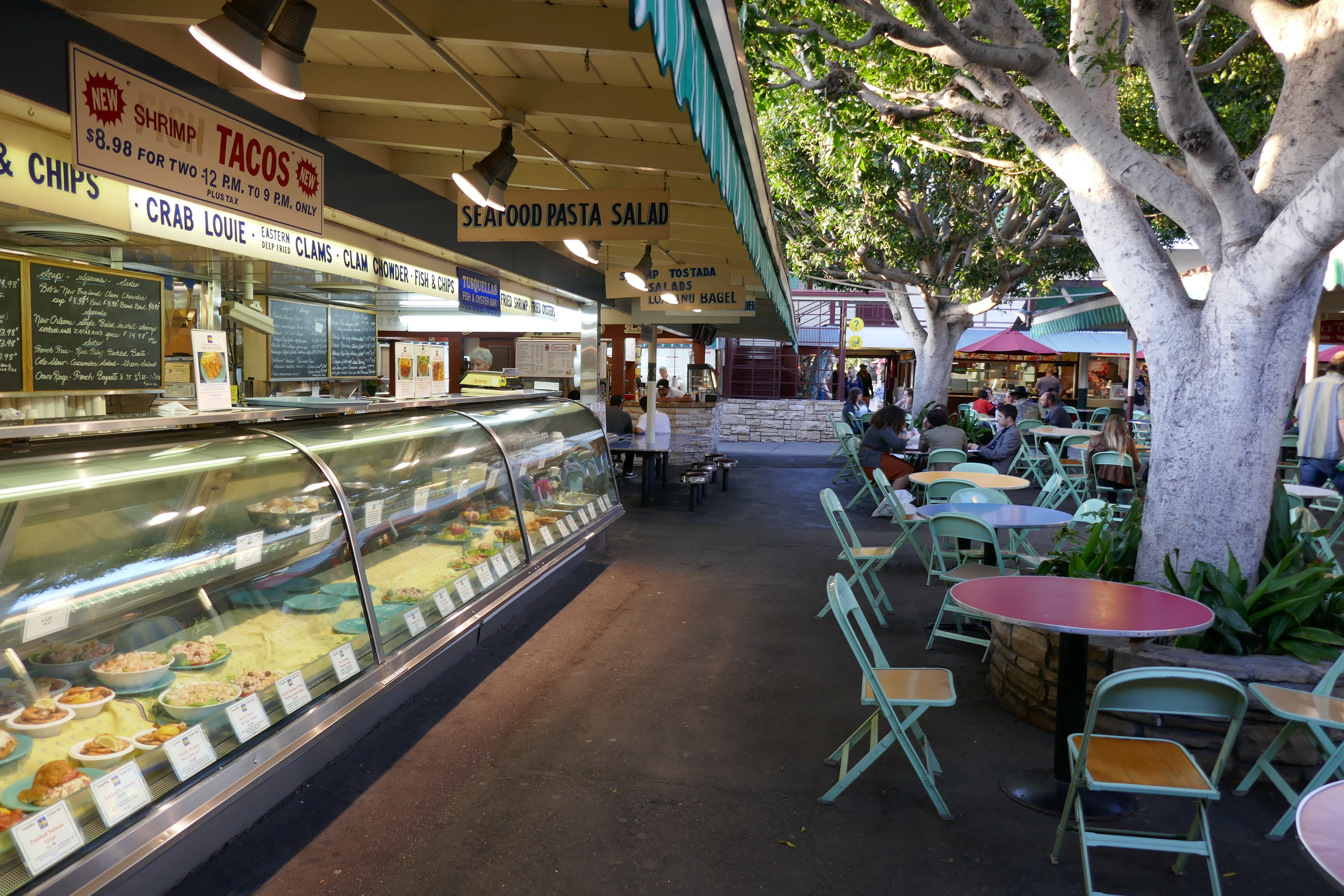
Farmers Market w Los Angeles

Kuchnia kalifornijska charakteryzuje się prostotą, lekkością oraz kładzeniem dużego nacisku na zdrowotność i estetykę podawania poszczególnych potraw. W restauracjach serwowane są najczęściej za stosunkowo wysoką cenę, niewielkie porcje przygotowane ze świeżych, lokalnych składników i bardzo atrakcyjnie podane. Teoretycy tej kuchni zakładają, że trzeba spożywać tylko to, co jest naprawdę potrzebne dla organizmu i co jest dobrze przyswajalne, np. świeże warzywa, zbierane przed dojrzeniem, gotowane na parze, co uwypukla ich smak i zachowuje naturalny skład. Owoce morza sprowadza się z określonych, gwarantujących właściwą jakość akwakultur. Mięsa spożywa się niedużo (głównie kurczaka i indyka), a to, które jest podawane, kupowane jest w gospodarstwach ekologicznych. Elementy mięsne często zastępuje się odpowiednikami wegetariańskimi, np. pochodzenia sojowego. Posiłki przyozdabia się atrakcyjnie wyglądającymi owocami, a dominuje wśród nich kiwi i mango. Częścią fenomenu kuchni kalifornijskiej jest silne wspieranie go przez ruch Slow Food.
Dania kuchni kalifornijskiej inspirowane są częściowo wpływem kuchni wybrzeża Pacyfiku, m.in. meksykańską, azjatycką, a także kuchniami śródziemnomorskimi. Menu jest zmienne i zależne od pór roku oraz oferty lokalnych bazarów i targów. Duży wpływ na zachowania kulinarne Kalifornijczyków wywierają Meksykanie, licznie zamieszkujący region i prowadzący dużą część restauracji z własnymi daniami.
Dodatkiem do jedzenia są w Kalifornii miejscowe wina, zwłaszcza pochodzące z Napa Valley, ale też z regionów: Sonoma, Carneros, Mendocino, San Francisco Bay, Central Valley, Monterey, San Luis Obispo, Santa Barbara i Południowej Kalifornii. Tradycja winiarska Kalifornii liczy blisko 250 lat. Doświadczenie producentów i dobre warunku upraw owocują wysoką jakością i różnorodnością win.
Jedną z najbardziej znanych kucharek Kalifornii jest Alice Waters, która zmodyfikowała oblicze tamtejszej kuchni poprzez sięgnięcie do tradycji francuskich.

## Galeria

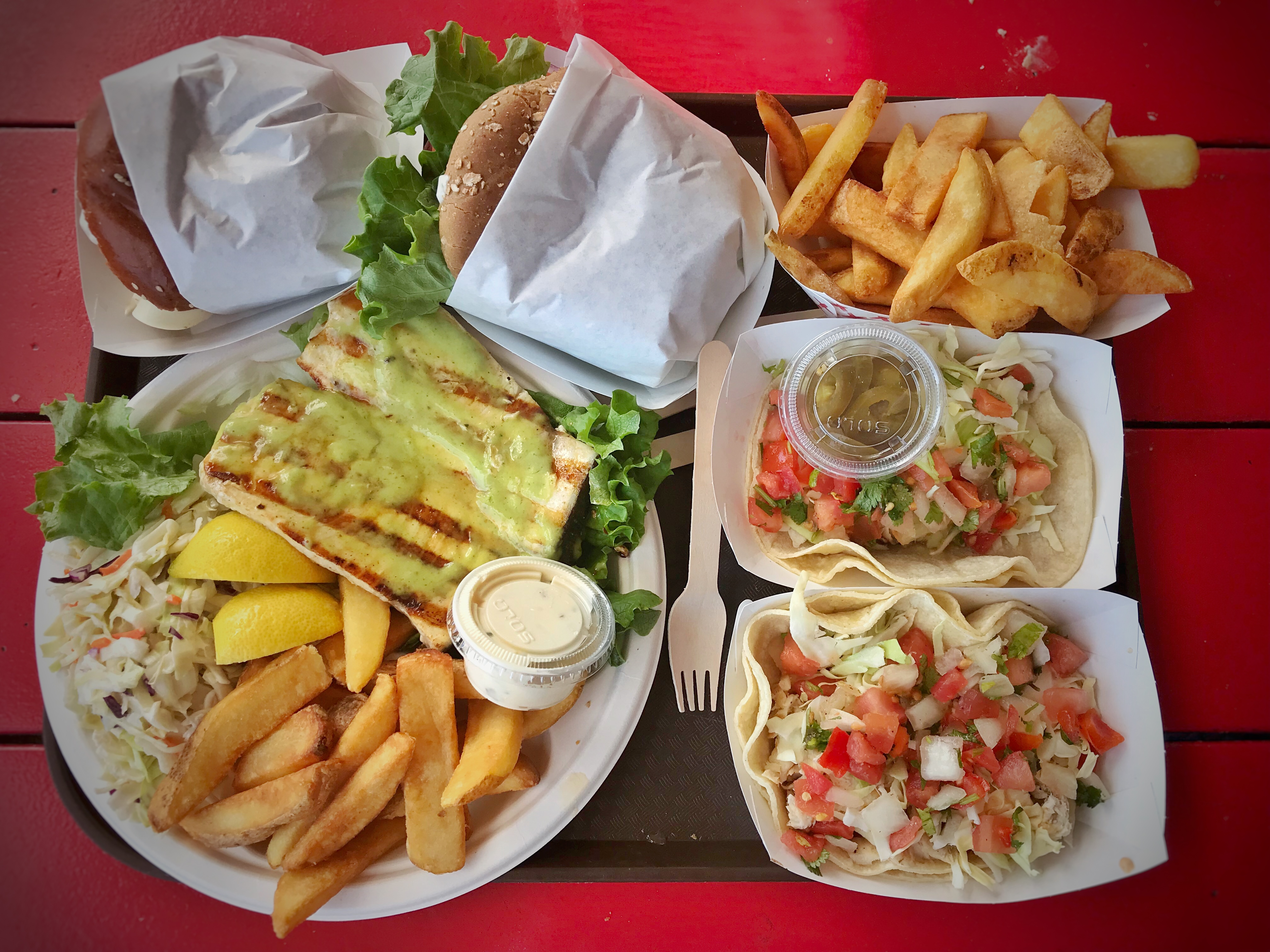
Zestaw obiadowy w Malibu
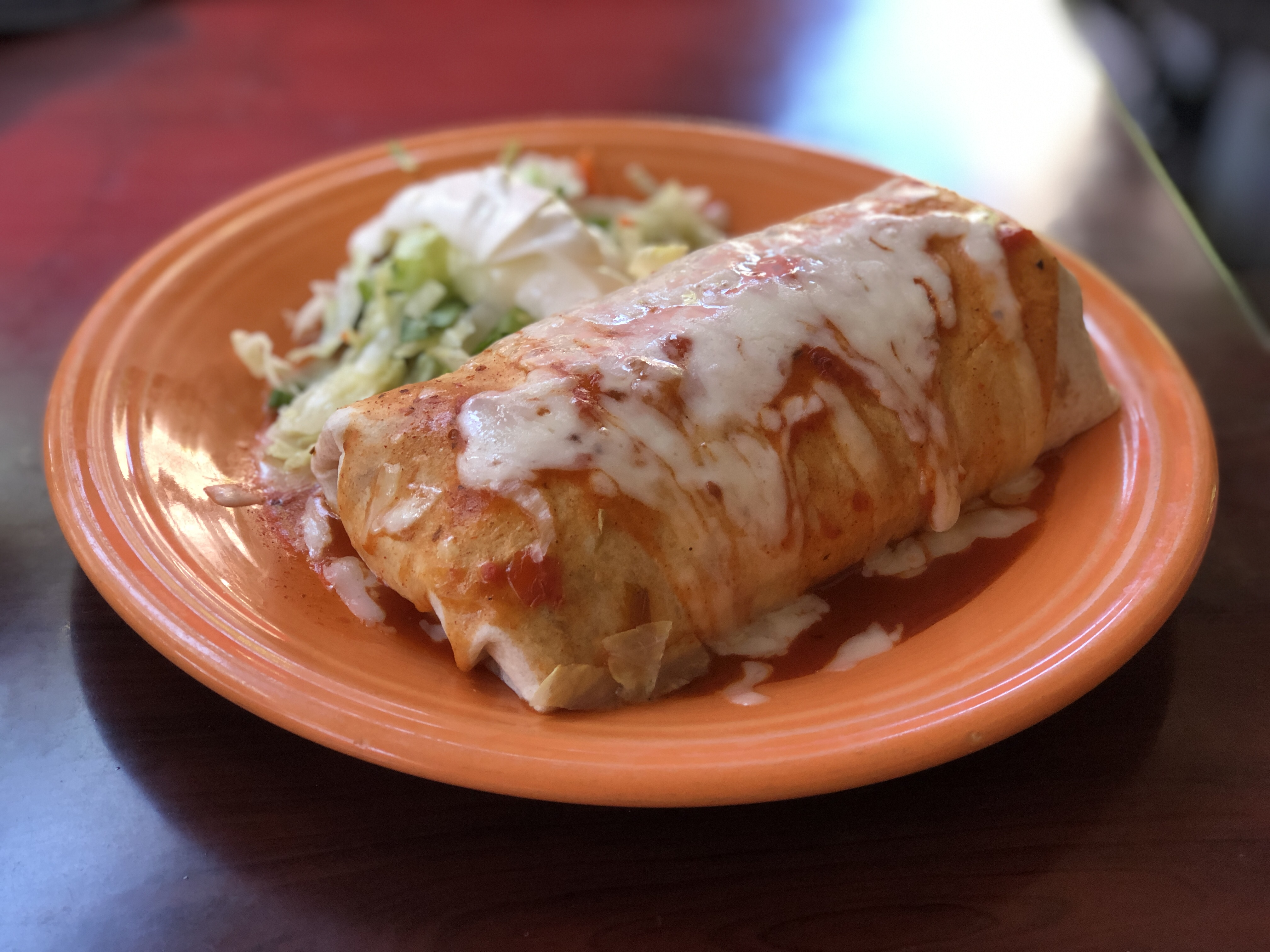
Burrito w Sonomie
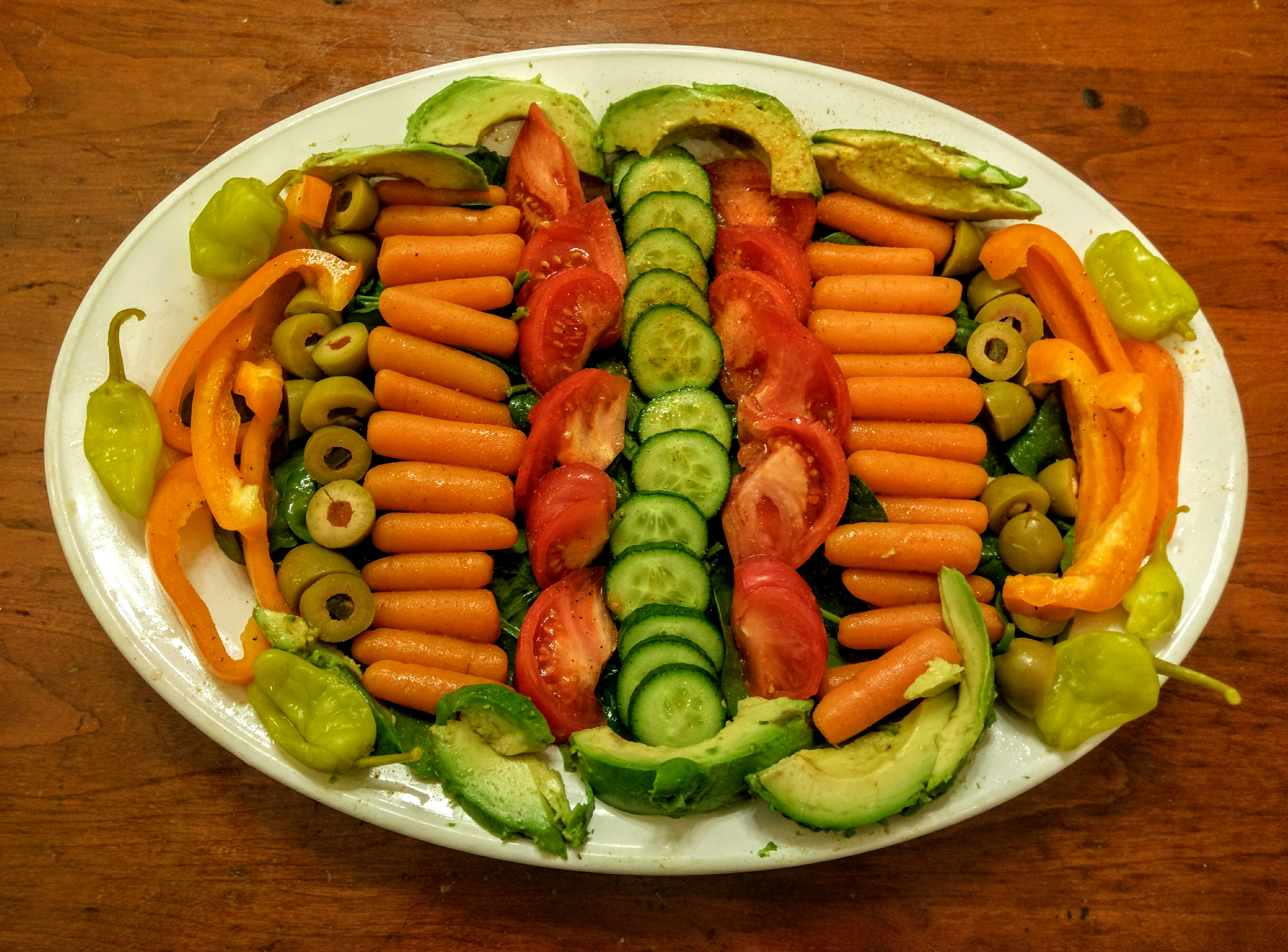
Sałatka kalifornijska
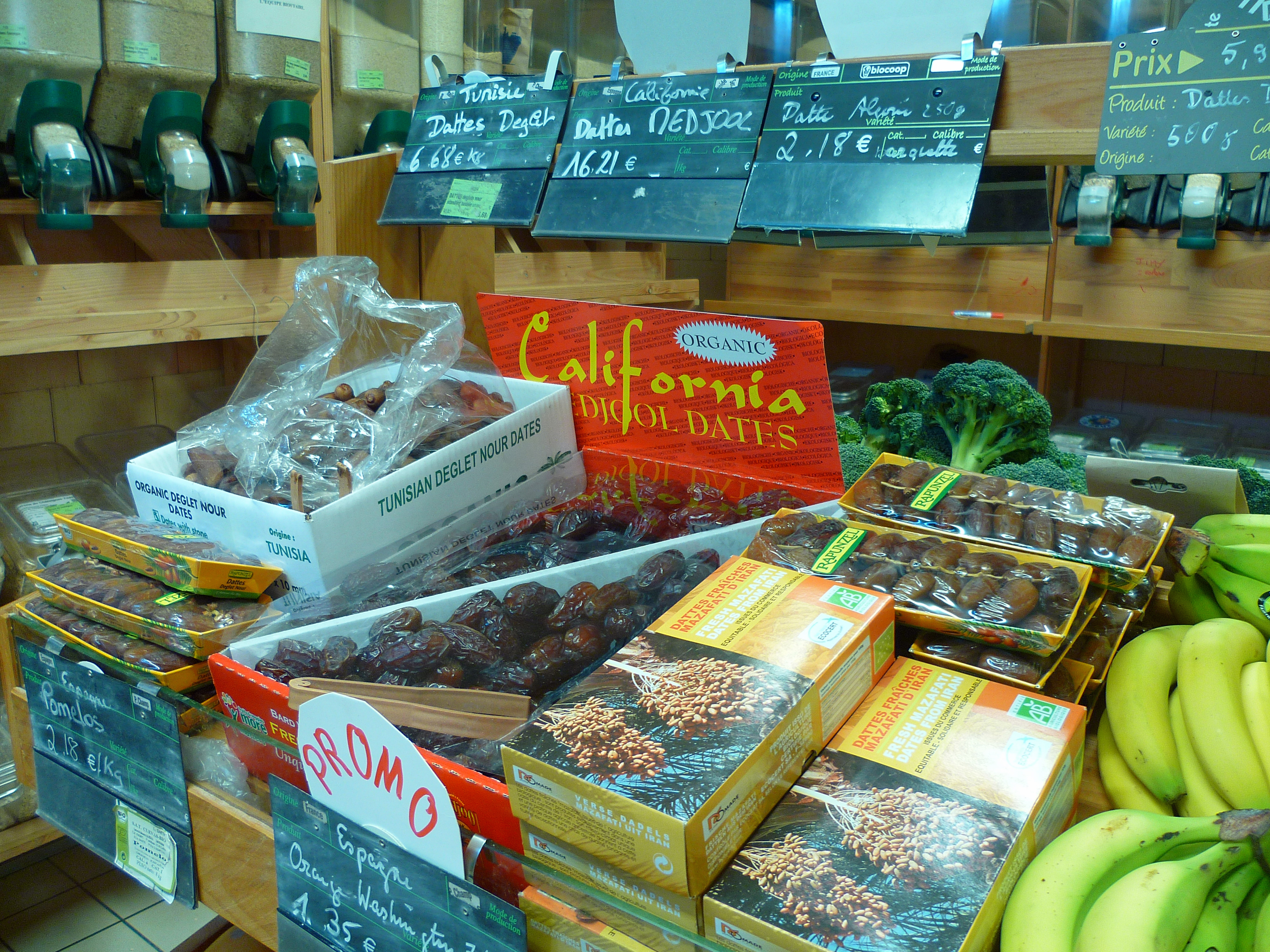
Kalifornijskie figi bio we Francji

## Wybrane potrawy i składniki

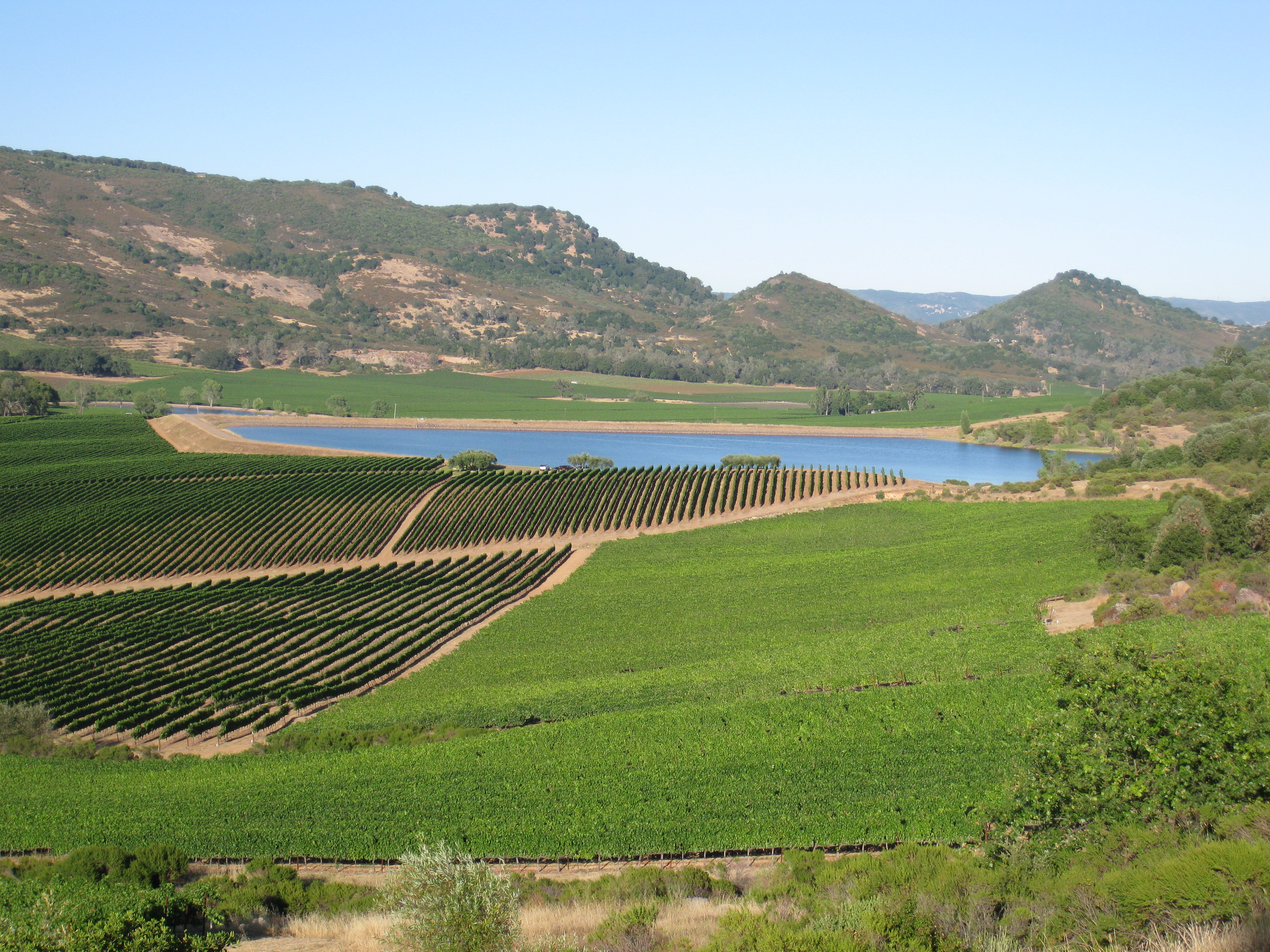
Winnice w dolinie Napa

Do potraw kuchni kalifornijskiej należą m.in.:
- California-style pizza ze składnikami dalekimi od tradycji włoskiej (np. świeże warzywa, grillowane mięsa)[2],
- makaron orecchiette z grzybami, brokułem, włoską pietruszką, ostrą papryką, oliwą z oliwek i parmezanem[4],
- burrito z jajkiem[6],
- fajita, nachos, quesadilla – podstawy z menu meksykańskich restauracji[6],
- południowokalifornijska sałatka z awokado, świeżą kolendrą, jalapenio, limonką, krewetkami, małymi pomidorami i ogórkiem[7],
- figi (hoduje się ich w Kalifornii sześć gatunków, np. czarne figi kalifornijskie – Fresh Black Mission Figs)[8],
- tapatío – ostry sos południowokalifornijski stworzony w 1971 przez imigranta z Meksyku, Luisa Saavedrę[9],
- śliwka kalifornijska hodowana od połowy XIX wieku[10],
- migdały kalifornijskie (stan jest jednym z wiodących eksporterów migdałów na świecie)[11].